# Feldballe Kirke
Feldballe Kirke, Feldballe Sogn, Djurs Sønder Herred i det tidligere Randers Amt.

## Bygningshistorie
Feldballe Kirke består af kor, skib, et tårn mod vest og et våbenhus mod syd. Ældst er kor og skib, der stammer fra begyndelsen af 1200-tallet og er opført i munkesten på en profileret sokkel af granit. Flere af vinduerne er bevarede i deres oprindelige form, og begge indgangsdøre, hvoraf norddøren (kvindedøren) dog er tilmuret. Man har for en del år tilbage ved Langesø fundet rester af en teglbrændeovn. En sammenligning af lerprøver fra området og teglstene i Feldballe Kirke godtgjorde, at stenene kom fra dette teglværk. Ligeledes konstateredes det, at samme teglværk leverede sten til byggeriet af borgen Møllerup, hvorfor man med en vis rimelighed kan slutte, at kirken og borgen havde samme bygherre, den bekendte Marsk Stig Andersen.
I den sene middelalder tilføjedes tårnet og våbenhuset, begge ligeledes opførte i munkesten. Tårnet var oprindeligt et såkaldt styltetårn, men åbningen i vestsiden blev tilmuret 1741, og tårnets nedre rum blev nu forbundet med skibet med en rundbue. Under hele kirken er der hvælvede gravkamre. I koret ses et kalkmaleri forestillende Sankt Jørgen og dragen, kæmpende uden for Kampedusa. Det er antagelig malet omkring år 1500. Der er flere steder i kirken konstateret kalkmalerier under hvidtekalken, blandt andet en række våbenskjolde omkring korbuen.
Kirken har et fladt loft, der omkring år 1700 blev dækket med gips og kalket. I 1962 blev atter fremdraget. Loftets skiftbånd har tekster fra kong Christian 3.'s bibel fra 1550.

## Inventar
- Døbefonten er det ældste stykke bevarede inventar. En granitfont fra romansk tid, som menes at været lavet af en lærling til Horder. Dåbsfadet er et sydtysk arbejde fra ca. 1575. Dåbskanden er af ganske ny dato.
- Altertavlen stammer fra 1607 og er skænket af Hartvig Kaas og hustru Anne Juul, der ejede det nærliggende gods Møllerup. På foranledning af Elisabeth Rosenkrantz blev tavlen dog omdannet 1709 med nye malerier.
- Alterstagen i malm er ifølge en indskrift skænket af ovennævnte Hartvig Kaas og Anne Juul i 1612.
- Prædikestolen er ligesom altertavle bekostet af Hartvig Kaas og hustru i begyndelsen af 1600-tallet.
- Korbuen eller Triumfbuen blev omkring år 1700 udvidet for at gøre plads til et tralværk med udskårne figurer på gesimsen. Man ser de fire evangelister, i midten Moses, oven på hvis hoved et krucifiks er anbragt.
- Ligsten i koret over det førnævnte ægtepar Hartvig Kaas og Anne Juul fra Møllerup. Ligeledes ses en gravsten fra 1682 over Laurids Jensen Bay, en skriver fra Mariager Kloster, der ved sin død boede på Skaarupgaard i Feldballe Sogn.
- Gravkapellet bag alteret blev indrettet af Elisabeth Rosenkrantz (1654-1721). Hun har selv forfattet den lange gravskrift til minde om hendes to ægtemænd Knud Gyldenstierne († 1682) til Møllerup og Joachim Schack († 1700) til Ryegaard.
- Stolestaderne er fra 1800-tallet.
- Orgel fik kirken først i 1935. Det nuværende orgel er fra 1992.

## Kirkens omgivelser
Præstegården stammer fra 1650 og er nu fredet. Tag- og murværk blev fornyet i 1928, men det er stadig det oprindelige bindingsværk. Huset ved kirkegårdens indgangslåge er bygget af Elisabeth Rosenkrantz i 1720 som sognets første skole og fattigård. Endelig er der den såkaldte "Kong Hans' lade", et såkaldt "barfred". Bygningen er ældre en præstegården, men dens historie er ikke fuldt klarlagt. Måske er den flyttet hertil fra Møllerup. Navnet skyldes en tradition, der fortæller, at kong Hans plejede at overnatte i denne lade, når han var på rundrejse i riget.